# Maxillaria deuteropastensis
Maxillaria deuteropastensis är en orkidéart som beskrevs av Pedro Ortiz Valdivieso. Maxillaria deuteropastensis ingår i släktet Maxillaria och familjen orkidéer.
Artens utbredningsområde är Colombia. Inga underarter finns listade i Catalogue of Life.